# Bejís
Bejís es un municipio español perteneciente a la Comunidad Valenciana, España. Situado en la provincia de Castellón, comarca del Alto Palancia. Se ubica al sur de la provincia, cerca del límite de ésta con la de Teruel. Cuenta con una población de  400 habitantes (INE 2024). Se trata de un municipio hispanófono, en el que el español cuenta con el predominio lingüístico reconocido legalmente.

## Geografía
Bejís está situado entre las estribaciones de la sierra de El Toro y la vertiente noroeste de la sierra de Andilla, sobre un cerro a 800 m de altitud, rodeado por los ríos Palancia y Canales, su término es muy abrupto y con una elevada altitud media. Cuenta con alturas tan destacadas como las cimas de los montes La Juliana (1 476 m.s.n.m. ), La Pericona (1 468 m.s.n.m.) y Peñaescabia (1 331 m.s.n.m.).
Por sus condiciones geográficas, Bejís cuenta con una fauna y flora muy variada. Entre las especies a destacar, el jabalí, el zorro, la jineta y la ardilla; entre las aves, el águila, búho real, el martín pescador.
La vegetación está representada por carrascales con arces de Montpelier, quejigos, mostajos, pinares de pino albar y laricio en las zonas más altas, acompañados por tejos, acebos y guillomos, pinares de pino rodeno con brezos y jaras, en las zonas más bajas pinares de pino carrasco. En la ribera del Palancia álamos, fresnos, avellanos y cornejos. También son abundantes las plantas aromáticas y medicinales.  

### Barrios

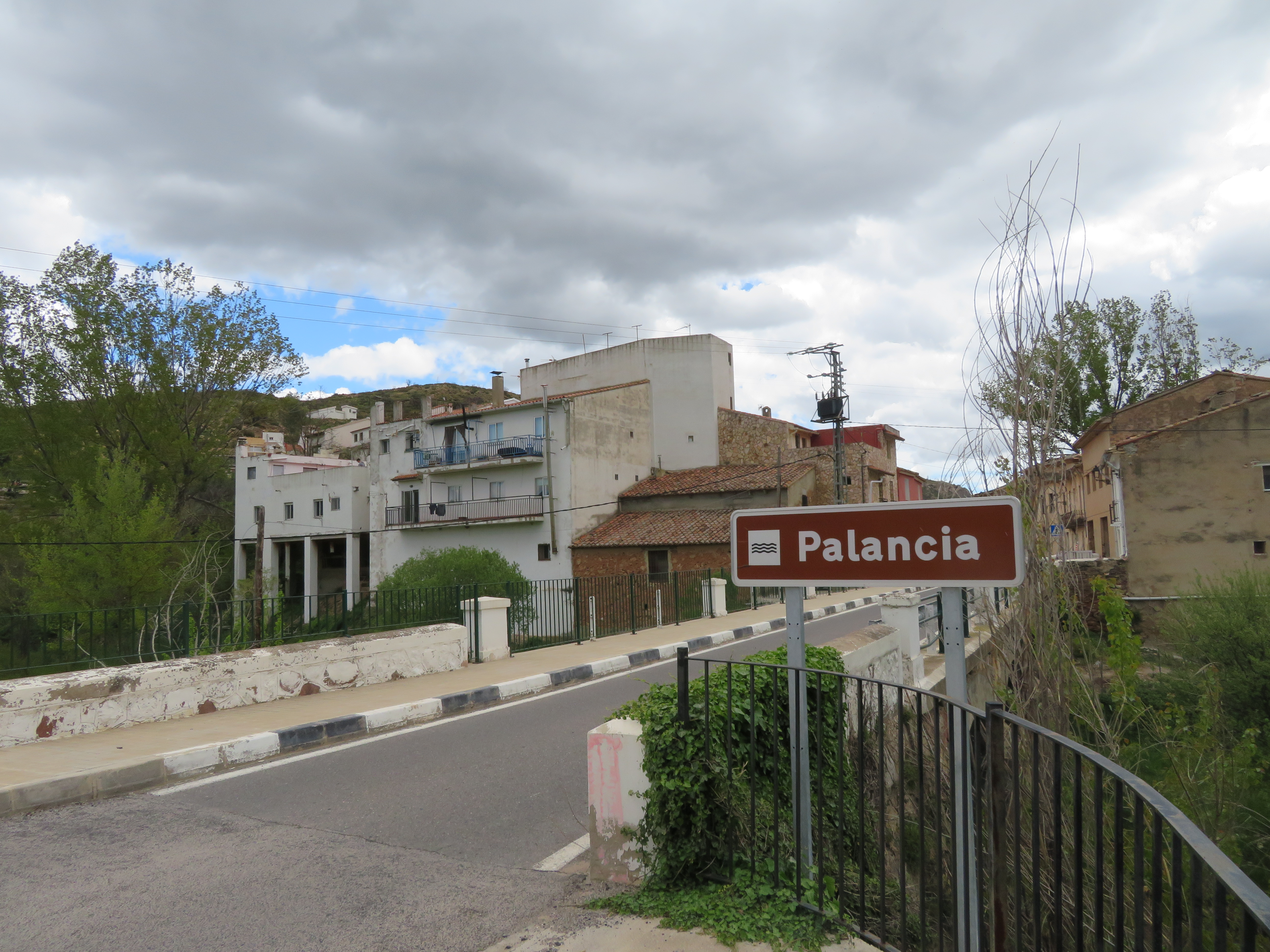
Río Palancia a su paso por la localidad de Ríos de Abajo de Bejís

En el término municipal de Bejís se encuentran también los siguientes núcleos de población:
- Masía de los Pérez
- Ríos de Abajo, llamado popularmente Las Ventas.
- Ríos de Arriba.
- Arteas de Abajo.
- Arteas de Arriba.

### Localidades limítrofes
Sacañet,  Teresa, Toras, El Toro.

### Accesos
La manera más sencilla de llegar es a través de la autopista A-23 de Sagunto a Teruel hasta las cercanías de Viver, donde se enlaza con la CV-236. El pueblo se encuentra a 71 km de Valencia y 79 km de Castellón de la Plana.

### Incendios
El 15 de agosto de 2022 un relámpago produjo un gran incendio en Bejís que arrasó con 20.000 hectáreas y que solo pudo ser controlado después de dos semanas. El incendio tenía un perímetro de 140 km. Afectó a 26 pueblos de la comarca del Alto Palancia de Castellón y en su extinción participaron hasta 1000 personas. La zona arrasada fue declarada como catastrófica.

## Historia

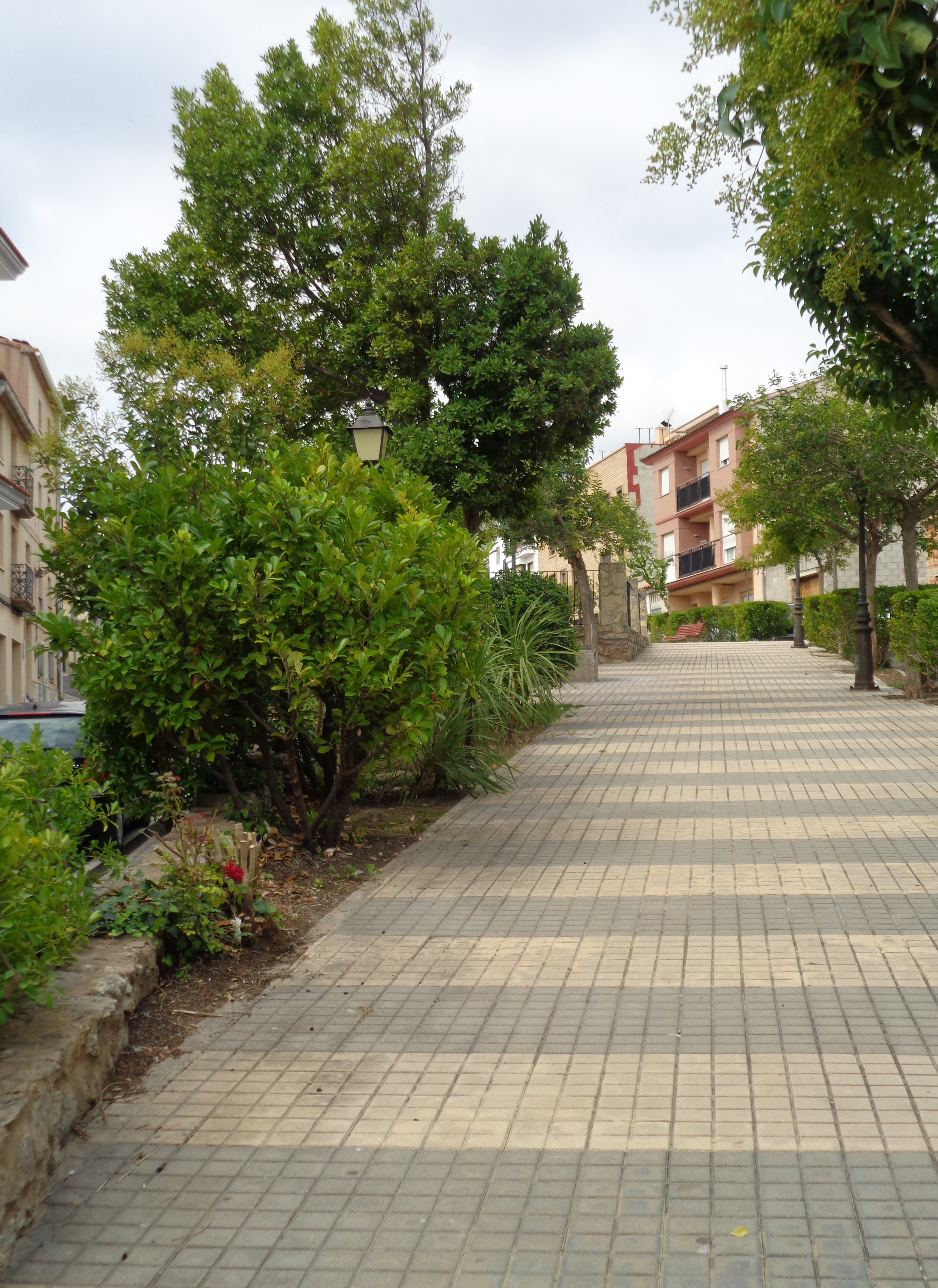
Paseo de Bejís.

Las diversas pinturas rupestres testifican la existencia de asentamientos humanos desde hace 10 000 años, aunque el origen de la actual población es romano. De este periodo se conserva como resto más importante el acueducto. Posteriormente fue ocupada por los musulmanes que contribuyeron al patrimonio cultural con la edificación de un importante castillo, hasta la reconquista, realizada en 1228-1229, al servicio de Jaime I por Pedro Fernández de Azagra, señor de Albarracín. Posteriormente, el mismo rey la cedió a la Orden de Calatrava el 27 de abril de 1235 con el título de Encomienda y representación en las Cortes Valencianas, su Carta Puebla conocida data del 18 de agosto de 1276 concedida a 110 hombres de la Comenda de Alcañiz a fuero de Valencia en Segorbe por Roy Pérez comendador mayor de Alcañiz de la Orden de Calatrava. Estos hechos facilitaron la creación de un asentamiento mayor cuyas dimensiones territoriales abarcan los hoy municipios de Teresa, Torás y Sacañet, formando una auténtica comarca en la cabecera del río Palancia con una unidad geográfica y administrativa hasta mediados del siglo XIX.
Al final de la primera guerra Carlista, Bejís aún permanecía fiel al pretendiente Carlos María Isidro de Borbón por lo que para conquistarla fue designado el general isabelino Azpiroz, que se instaló en la cercana localidad de Torás desde la cual asedió Bejís durante cinco meses hasta que esta capituló el 22 de mayo de 1840.
Durante la guerra civil de 1936 tuvieron lugar episodios relevantes en Bejís y sus alrededores al establecerse allí el frente.

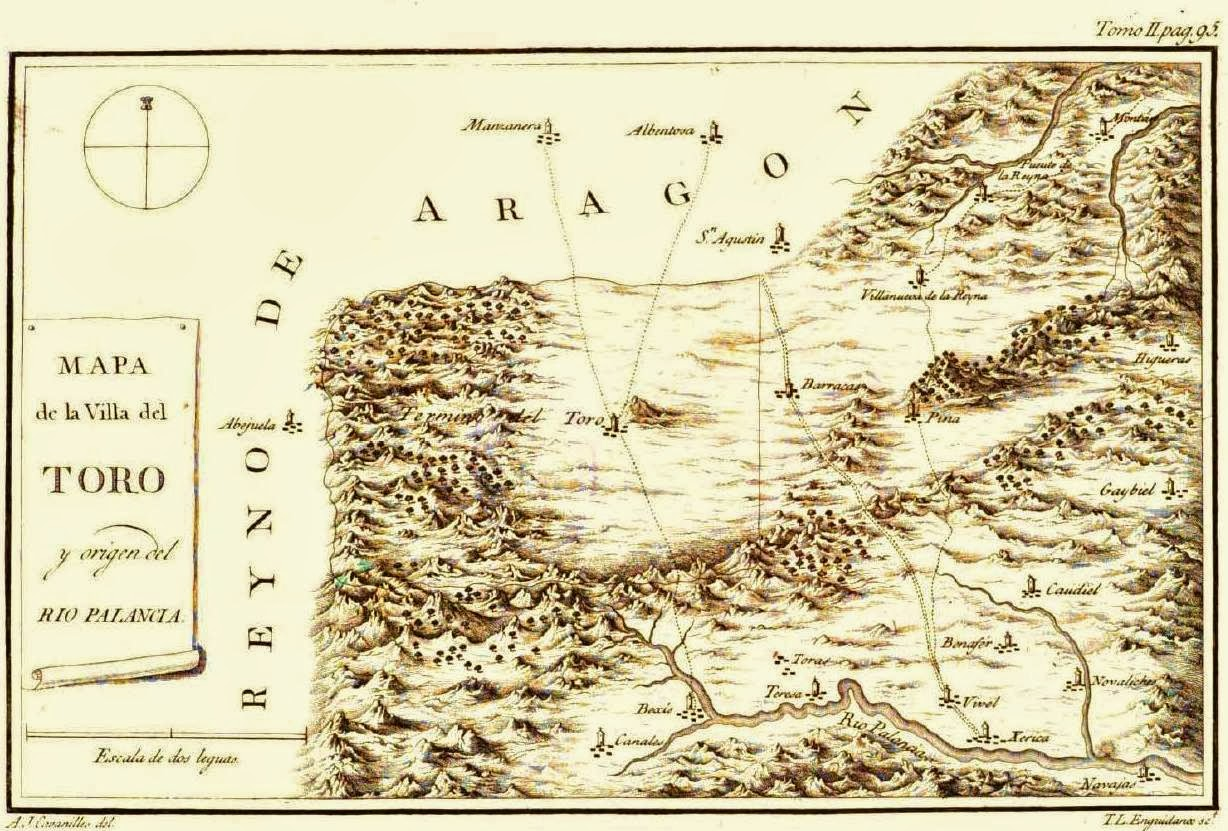
Mapa del Alto Palancia en las Observaciones de Cavanilles

### Bejís en las observaciones deCavanilles
Bejís se encuentra en la confluencia de los ríos Canales y Palancia. Con un clima seco, salvo en septiembre.
Uno de los monumentos importantes es el acueducto romano de siete arcos, y otro, el castillo en lo alto del pueblo.
Se podía acceder caminando desde Viver hacia poniente, como tres horas se llega y se extiende cuatro horas y media de oriente a poniente.
En la agricultura destacan los árboles fructíferos, excepto las huertas, donde hay un sinnúmero de cerezos, moreras y varios frutos. Las producciones de las hurtas son maíz, seda, cáñamo, trigo, cebada, miel, forraje, frutas y hortalizas. En el secano algunos olivos, almendros, viñas e higueras.
En cuanto a la ganadería destacan la ovina y la bovina.
Cavanilles dejó una impresión sobre Bejís positiva, porque en ningún momento ha dicho nada malo, todo lo contrario, al parecer le gustó.

### Bejís en las observaciones deMadoz
Bejís se encuentra a la falda de un monte que forma parte de la sierra de Javalambre, en la confluencia de los ríos Canales y Palancia. El clima es saludable y exento de enfermedades endémicas. Una de las obras romanas, reedificadas por los árabes y fortificado durante la guerra civil y la primera guerra Carlista por los partidarios de D. Carlos fue el castillo. Hay una casa municipal y una escuela de instrucción primaria elemental. También una iglesia, la iglesia parroquial de Ntra. Sra. de los Ángeles.
Por carretera no cruza por el término otro camino que el de herradura, que sale de Valencia a Barracas, donde se une con la carretera de Zaragoza.
En cuanto a la agricultura hay pinos, carrascales, en los montes no se puede cultivar por la tierra áspera. El regacho lo aprovechan para legumbres, hortalizas, frutas, moreras... el secano para viñas, oliveras, higueras y cereales. Maíz, vino y cebada. El ganado era lanar y cabrío. Actividades económicas como la industria, con algunas fábricas o almazaras y el comercio. 876 vecinos y 3.155 almas. Su importancia militar es insignificante, por hallarse dominado de cerca por unos cerros más elevados que el que ocupa. La impresión de Madoz sobre Bejís ha sido positiva, porque describe el pueblo subjetivamente sin contar nada malo que hubiera visto.

## Demografía
Bejís cuenta con una población de 400 habitantes (INE 2024).
| Gráfica de evolución demográfica de Bejís entre 1842 y 2021 |
| |
| Población de derecho según los censos de población del INE Población de hecho según los censos de población del INEEn estos censos se denominaba Begis: 1857, 1860, 1877, 1887, 1910, 1920, 1930 y 1940 Entre el censo de 1857 y el anterior, disminuye el término del municipio porque independiza a Sacañet, Teresa y Torás |

| 1900 | 1910 | 1920 | 1930 | 1940 | 1950 | 1960 | 1970 | 1981 | 1991 | 2000 | 2005 | 2007 | 2011 | 2014 | 2015 | 2016 | 2019 |
| ---- | ---- | ---- | ---- | ---- | ---- | ---- | ---- | ---- | ---- | ---- | ---- | ---- | ---- | ---- | ---- | ---- | ---- |
| 1276 | 1285 | 1238 | 1101 | 1010 | 1103 | 891  | 680  | 524  | 376  | 383  | 413  | 428  | 423  | 406  | 399  | 404  | 380  |

### Economía
Su economía basada en la ganadería y agricultura tuvo que apoyarse en explotaciones del medio natural para salir de la precariedad, a finales del siglo XVI se empieza con la recogida de nieve para abastecer de hielo a la ciudad de Valencia, se creó la mayor concentración de depósitos de nieve del Mediterráneo occidental en el cerro de la Bellida. En los siguientes siglos se crearon molinos, batanes y serrerías.
A principios del presente siglo los molinos son sustituidos por centrales eléctricas. En la actualidad todo esto ha desaparecido, pero aun así el agua (hoy en día envasada), junto al turismo interior, sigue siendo el motor de su economía.

### Política
Las siguientes personas, representando a los siguientes partidos políticos, han ostentado el honor de ser alcalde o alcaldesa de Bejís:
| Periodo   | Nombre                                                      | Partido   |
| --------- | ----------------------------------------------------------- | --------- |
| 1979-1983 | José Gil Pérez                                              | UCD       |
| 1983-1987 | Andrés Capilla Castillo                                     | PSPV-PSOE |
| 1987-1991 | Andrés Capilla Castillo (1987 - 1989) Liberto Soriano Marco | PSPV-PSOE |
| 1991-1995 | Liberto Soriano Marco                                       | PSPV-PSOE |
| 1995-1999 | Liberto Soriano Marco                                       | PSPV-PSOE |
| 1999-2003 | Herminia Palomar Pérez                                      | PP        |
| 2003-2007 | Herminia Palomar Pérez                                      | PP        |
| 2007-2011 | Herminia Palomar Pérez                                      | PP        |
| 2011-2015 | Herminia Palomar Pérez (2011 - 2012) Olga Pradas Romero     | PP        |
| 2015-2019 | Josefa Madrid Martínez                                      | PSPV-PSOE |
| 2019-2023 | Josefa Madrid Martínez                                      | PSPV-PSOE |
| 2023-act. | Josefa Madrid Martínez                                      | PSPV-PSOE |

## Monumentos

### Monumentos religiosos

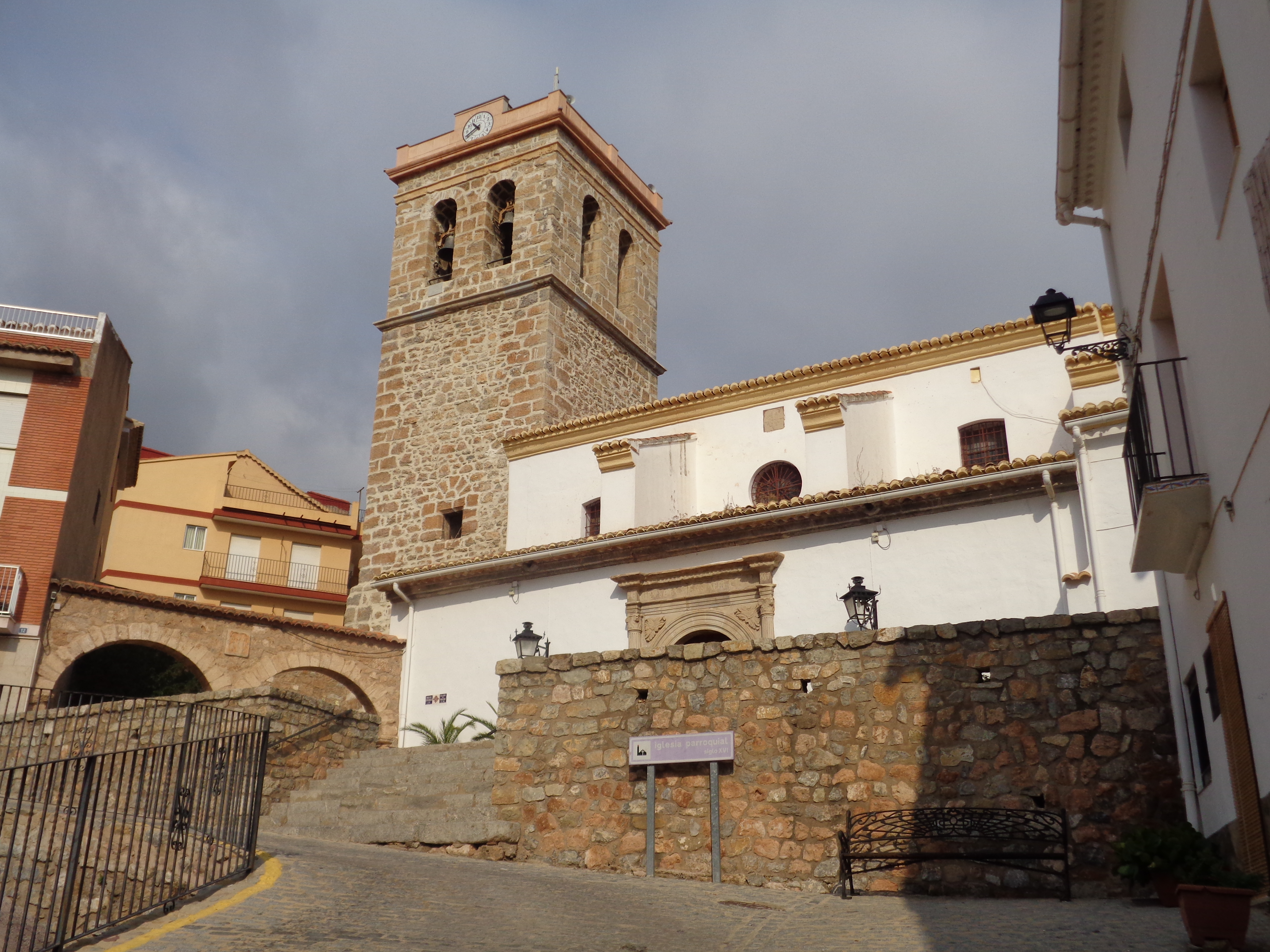
Iglesia de los Ángeles.

- Iglesia de Nuestra Señora de los Ángeles. Está dedicada a Nuestra Señora de los Ángeles, y tiene portada renacentista y un atrio ajardinado complementado con los arcos procedentes del antiguo ayuntamiento.
- Ermita de San Juan, en Arteas de Abajo.
- Ermita de la Virgen de Loreto. Edificio de interés arquitectónico. Dedicada a la patrona de Bejís, es una obra del siglo XVIII que guarda un bello zócalo cerámico también de la misma época; la portada es de piedra con primer cuerpo adintelado y rematado con bolas, el segundo alberga la hornacina con la imagen de la titular y sobre esta, un frontón curvo con pináculo.

### Monumentos civiles

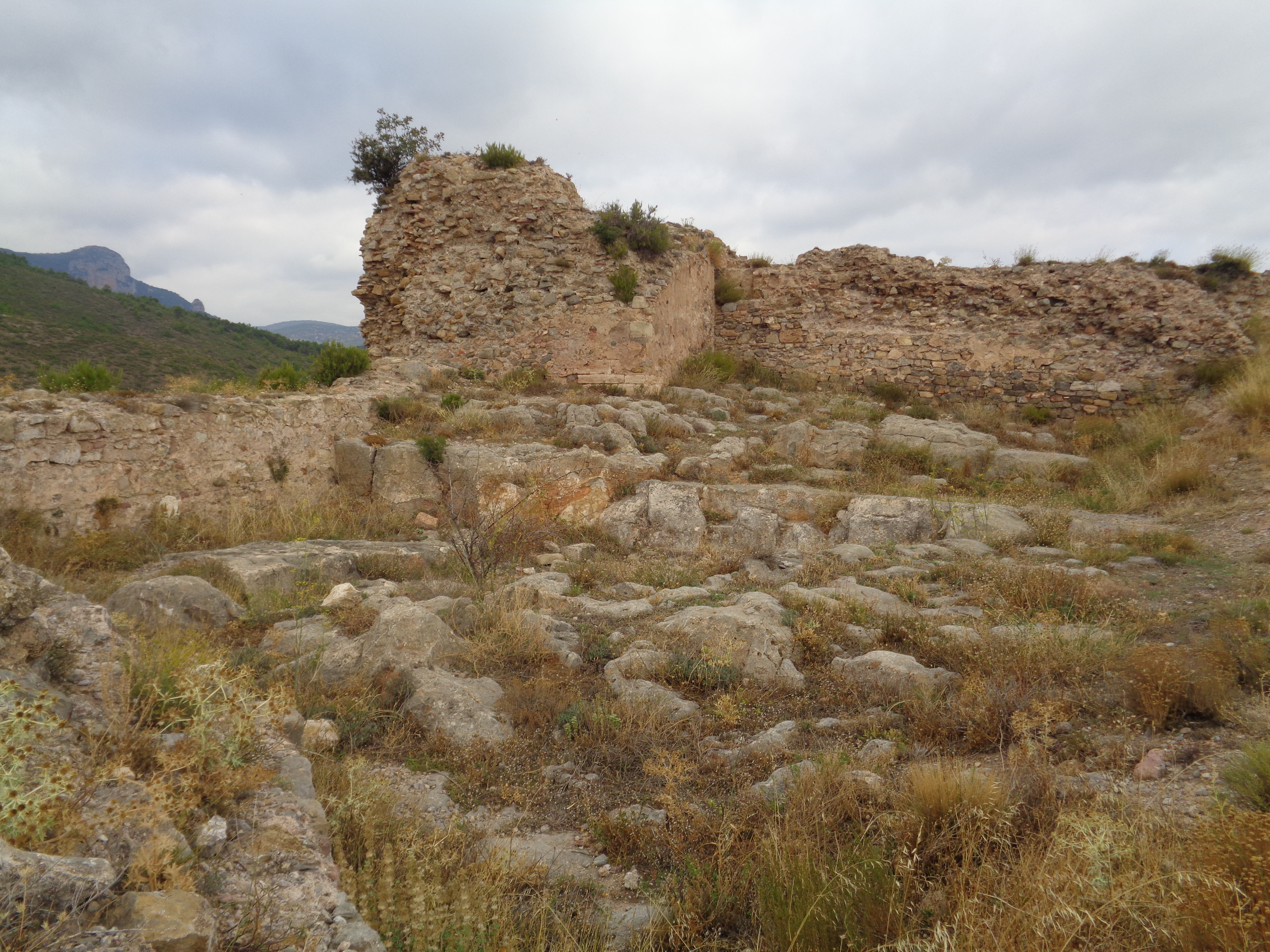
Castillo de Bejís.

- Acueducto. De época romana y recientemente restaurado. Declarado Bien de Interés Cultural estatal en 1983.
- Castillo. Este notable castillo se encuentra en ruinas actualmente. Consta de tres reductos fortificados y tres troneras para cañones. Aún se pueden observar diversos lienzos de muralla, la parte inferior de la torre principal cuadrada, varias torres secundarias, silos y aljibes.
- Granero del Infante. un antiguo granero del siglo XV derribado y totalmente reconstruido y en el que han sobrevivido dos bellos blasones originales con la Cruz de la Orden de Calatrava.

## Lugares de interés
- Peñaescabia. Una gran parte de los alrededores de este monte han sido declarados paraje natural municipal por el gobierno valenciano debido a su indudable valor tanto medioambiental como paisajístico.

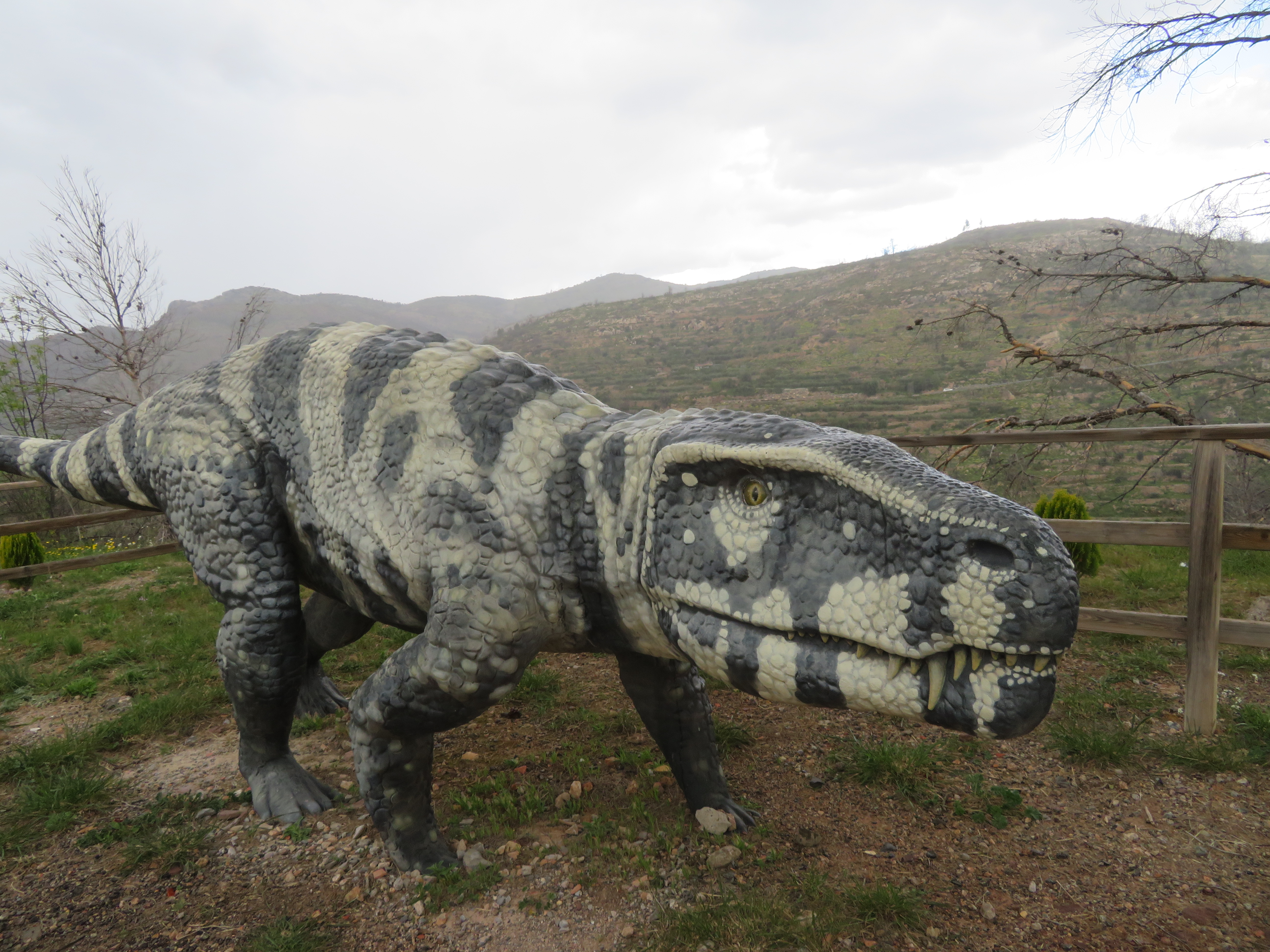
Réplica de un Rauisuquio (Rauisuchia) del Triásico en Bejís

- Réplica de un Rauisuquio (Rauisuchia) del Triásico en BejísFuente de los Cloticos.
- Rauisuquio.

## Cultura y deporte
Museo Etnológico y Arqueológico con lápidas romanas, vasijas y múltiples elementos de etnología.
La vuelta ciclista a España transcurrió por el término del pueblo en la quinta etapa de la edición de 2019.

### Fiestas
- San Blas: 3 de febrero. Fiesta en que el vecindario cocina los típicos "rollos de San Blas" que son bendecidos posteriormente en la ermita de San Blas. La noche anterior a la fiesta los vecinos queman hogueras en las puertas de sus casas y asan una cena en sus rescoldos.
- Fiestas patronales: primeros días de septiembre. Dedicadas a Nuestra Señora de Loreto y los Santos Mártires Victorio y Peregrino.
- Mozas: Primer fin de semana de mayo. Las chicas del pueblo que cumplen los 18 años durante el año son las mozas y organizan durante todo ese año las fiestas que se celebran en ese fin de semana.

### Gastronomía
- Plato típico: "Olla de Bejís".